# Roter Hof (Pulkau)
Der Rote Hof in Pulkau in Niederösterreich ist ein zweigeschoßiger Renaissancebau mit barocken Details. Er diente ursprünglich als Wirtschafts- und Lesehof. Das Gebäude steht unter Denkmalschutz (Listeneintrag).

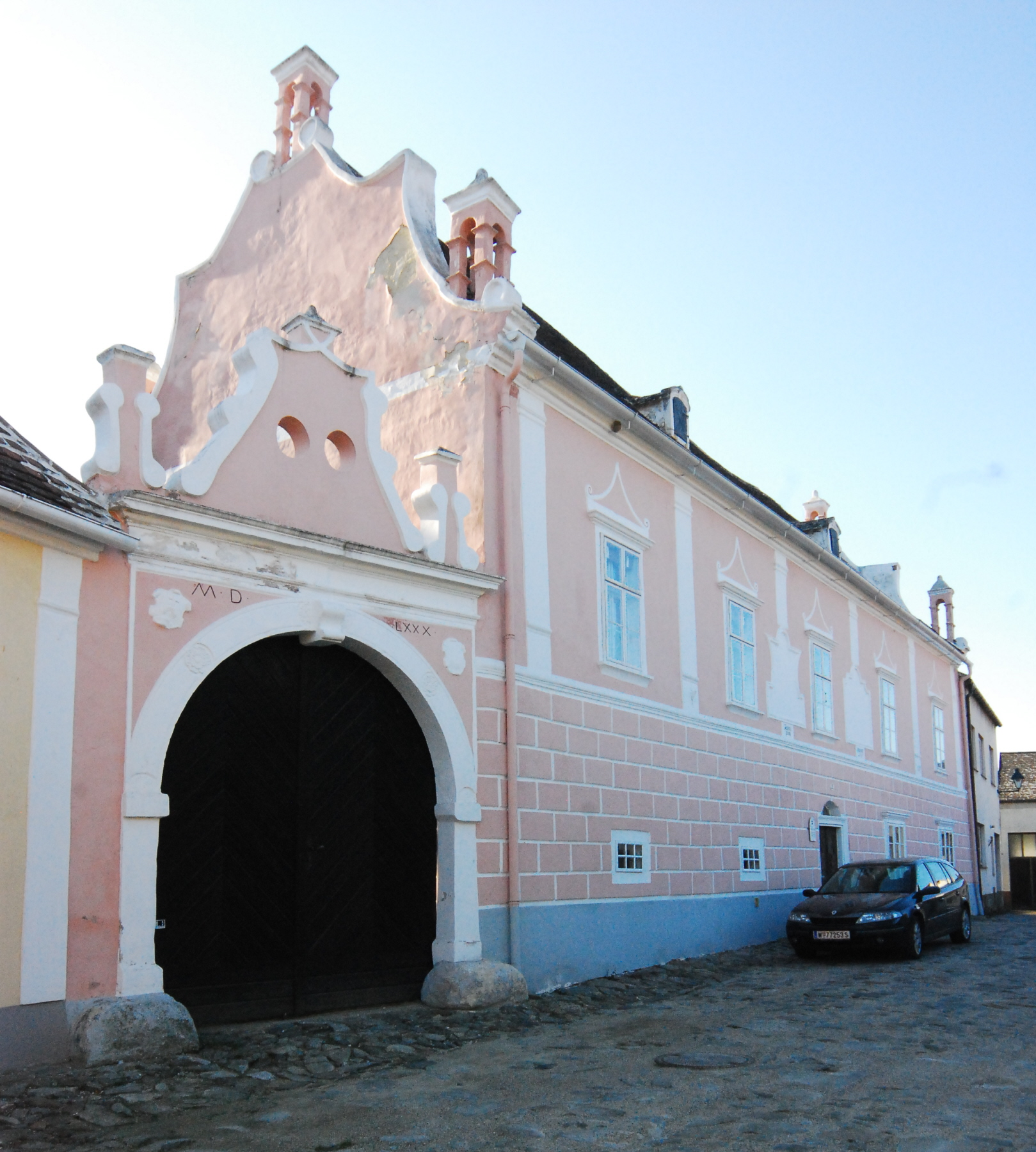
Roter Hof in Pulkau

## Baubeschreibung
Der Rote Hof stammt im Kern aus dem späten 16. Jahrhundert und diente den Herren von Traun (heute Abensperg und Traun) zur Lagerung des eingenommenen Zehnts. Im 17. und 18. Jahrhundert wurden barocke Veränderungen vorgenommen, die dem Gebäude sein heutiges Aussehen verleihen.
Die Fassade ist spätbarock. Auf dem gequaderten Erdgeschoß mit Fenstern mit unterkehlten Sohlbänken und profilierten Fensterverdachungen steht das Obergeschoß mit Stuckfeldern und Pilastern von „1767“, dem Jahr der Barockisierung. Der Bau hat ein Satteldach mit abgetreppten Volutengiebeln, die von seitlichen, tabernakelartigen Aufsätzen aus dem 17. Jahrhundert bekrönt werden. Die Schornsteine stammen aus dem 16. und 17. Jahrhundert.
Das seitliche Einfahrtstor mit Rechteckrahmung mit Wappenkartuschen, einem Volutenkeilstein und Rosetteneinsätzen ist mit „1580“ bezeichnet. Das Tor wird über einer profilierten Verdachung von einem trapezförmigen und von Pfeilern flankierten Giebel mit stilisiertem Volutendekor aus dem 17. Jahrhundert abgeschlossen.
Hofseitig ist eine Rauchkuchl aus dem 16. Jahrhundert mit Pyramidenkamin erhalten.
Flur und Keller werden von Tonnengewölben mit Stichkappen überwölbt. Im Keller, der ursprünglich wohl mit den Kellern anderer Häuser in Verbindung stand, steht eine mit „1700“ bezeichnete Doppelpresse.